# 中田達也 (競艇選手)
中田 達也（なかた たつや、1993年8月30日 - 2022年11月6日）は、福岡県北九州市出身の日本のボートレーサー。登録第4802号。福岡県立小倉商業高等学校卒業。
師匠は塩田北斗（登録第4566号）、弟子は松尾怜実（登録第5162号）。

## 来歴
福岡県立小倉商業高等学校在学中、当時の校長から先輩に植木通彦の存在を教えられて競艇選手を志す。2回目の受験でやまと競艇学校に合格、第113期生として卒業記念競走に優勝、養成所チャンプとなる。
2013年11月にボートレーサーとしてプロデビューを果たし、1着回数496勝、優勝7回を誇る実力を持ち、2021年には浜名湖競艇場で開催された G1開設67周年記念と、ボートレース徳山で開催された PG1第8回ヤングダービーの優勝戦進出、2022年にはボートレース児島にて行われたG2モーターボート大賞でも優出（いずれも3着）などの実力があり、将来が期待されていた。

### 殉職事故
A2級から2023年1月にA1級への昇格が決まっていた矢先の2022年11月6日、広島県廿日市市のボートレース宮島で行われた第10レースの1号艇で出走したが、3周目バックを走っている最中に他艇と接触して落水しその後、後続艇にも接触、直ちにJA広島総合病院に緊急搬送され集中治療を受けたが、外傷性脳損傷により同日死亡した。29歳だった。
競艇選手の殉職は、2022年1月12日のボートレース多摩川での事故で死去した小林晋以来、33例目、宮島競艇場での死亡事故は1954年の開設以来初の事故となった。今回の事故を受けて、同月11日まで同場で予定されていた開催は「公正安全なレースの開催が困難」なため、中止打ち切りとなった。また、宮島競艇場では11月7日から同月19日まで本場正面入場口付近に故人を哀悼し献花台を設置した。
中田亡き後、福岡支部の先輩レーサーである西山貴浩は事あるごとにインタビューで「中田達也のことも思い出してほしい」と口にしている。

## 選手経歴
- 2013年9月21日、選手登録。
- 2013年11月5日からボートレース芦屋で開催された、一般戦「グリーングラスベーカリー シトーレンカップ」初日第2Rでデビュー[11] 。（2着）
- 2013年12月16日からボートレース福岡で開催された 一般戦「アビスパ福岡杯」5日目第9Rで6コースからまくり差しを決めてデビュー初勝利[12]。
- 2017年5月3日からボートレース若松で開催された 一般戦「スポーツニッポン杯GW特選」6日目最終日第12Rに出場し、デビュー初優出[13]。（3着）
- 2017年6月22日からボートレース住之江で開催された 一般戦「枚方市制70周年記念」6日目第12R優勝戦に出場し1コースから逃げを決めてデビュー初優勝[14]。
- 2018年9月19日からボートレース浜名湖で開催された PG1「第5回ヤングダービー」初日第10Rに出場し、G1初出場[15]。（3着）
- 2017年3月2日からボートレース浜名湖で開催された G1「開設67周年記念 静岡県知事杯争奪戦 浜名湖賞」6日目最終日第12Rに出場し、G1初優出[16]。（3着）

## 戦績
- 出走回数 2157回
- 優出回数 44回
- 優勝回数 7回
- 1着 496回
- フライング(F)回数：11回
- 出遅れ(L)回数：0回
- 通算勝率 5.75
- 2連対率：40.10
- 3連対率：56.28
- 生涯獲得賞金：197,902,015円